# Centro de Investigaciones en Ciencias de la Tierra
El Centro de Investigaciones en Ciencias de la Tierra (CICTERRA) es un centro argentino de investigación y desarrollo dedicado a la geología. Su filiación es de doble dependencia entre la Universidad Nacional de Córdoba y CONICET. Fue creado el 31 de mayo de 2007 mediante la resolución del CONICET Nº 1266.

## Áreas de investigación
- Dinámica de la litósfera-astenósfera
- Variabilidad hidroclimática y procesos geoambientales
- Evolución de la diversidad biológica

## Publicaciones
El instituto edita la revista de divulgación sobre ciencias de la tierra Cicterránea.